# Ljusdals landskommun
Ljusdals landskommun var en tidigare kommun i Gävleborgs län. Centralort var Ljusdal och kommunkod 1952-1962 var 2125.

## Administrativ historik
Ljusdals landskommun inrättades den 1 januari 1863 i Ljusdals socken i Ljusdals tingslag i Hälsingland  när 1862 års kommunalförordningar trädde i kraft.
Den 28 juni 1889 inrättades Ljusdals municipalsamhälle inom kommunen. Den 1 januari 1914 bröts sedan municipalsamhället ut ur kommunen för att bilda Ljusdals köping.
Kommunen påverkades inte av kommunreformen 1952.
Den 1 januari 1954 överfördes från Ljusdals landskommun och församling till Färila landskommun och församling ett område (Måga 4:9 och Skogsta 4:18) omfattande en areal av 0,05 km², varav allt land, och med 1 invånare som dock redan förut var kyrkoskriven i Färila församling.
Den 1 januari 1958 överfördes till Ljusdals landskommun och församling från Delsbo landskommun och församling ett område (Bjart) med 12 invånare och omfattande en areal av 2,53 km², varav 2,27 km² land.
Den 1 januari 1959 överfördes från Ljusdals landskommun och församling till Ramsjö landskommun och Ramsjö församling ett område med 43 invånare och omfattande en areal av 1,79 km², varav 1,77 km² land. I motsatt riktning överfördes ett obebott område omfattande en areal av 1,85 km², varav 1,83 km² land. Samma datum överfördes till Ljusdals landskommun och församling från Järvsö landskommun och församling ett obebott område (Hybo 1:4-1:9) omfattande en areal av 2,00 km², varav 1,97 km² land.
Den 1 januari 1963 uppgick Ljusdals landskommun i köpingen. Sedan 1 januari 1971 tillhör området den nya Ljusdals kommun.

### Kyrklig tillhörighet
I kyrkligt hänseende tillhörde kommunen Ljusdals församling.

## Kommunvapen
Ljusdals landskommun förde inte något vapen.

## Geografi

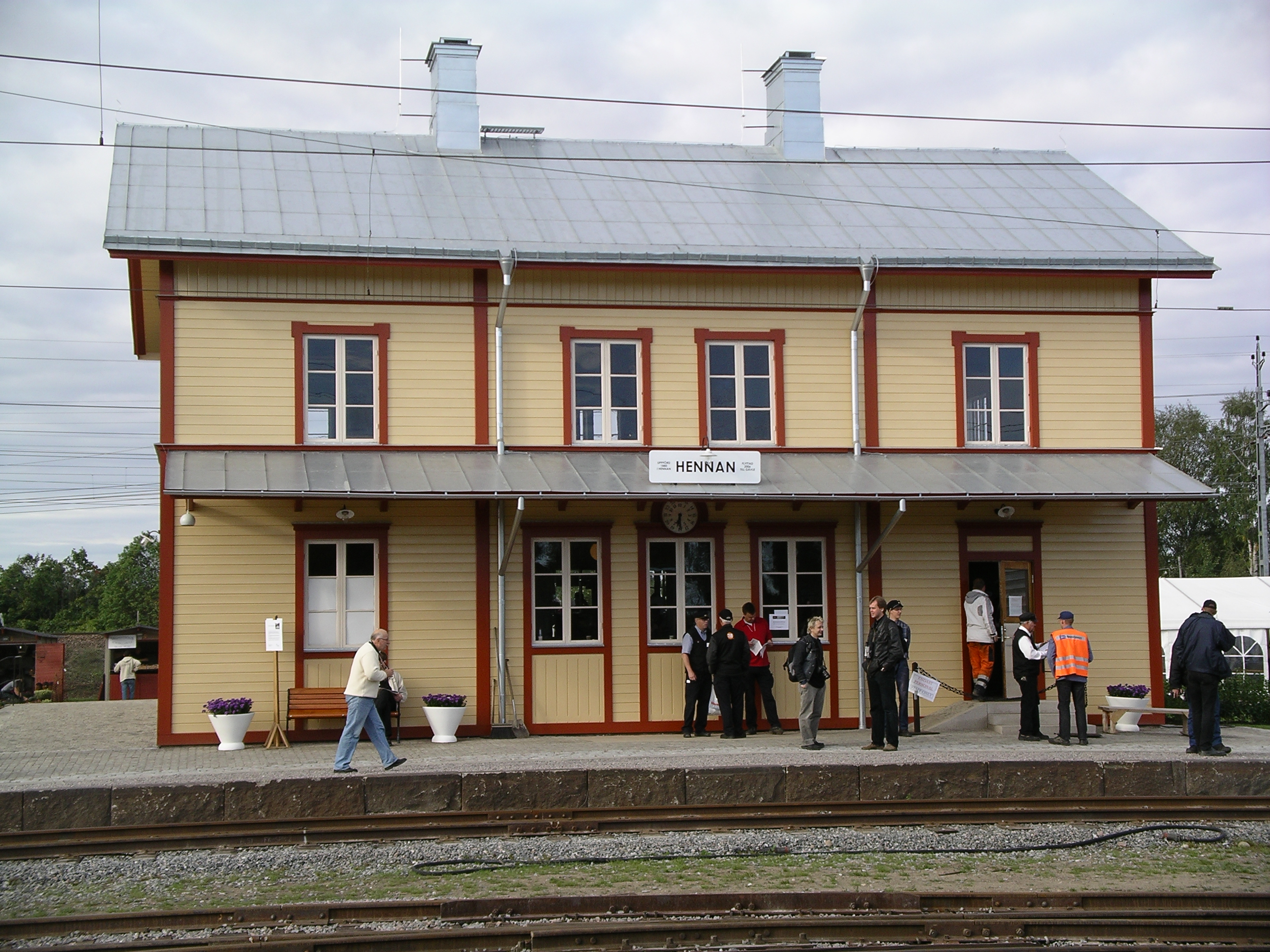
Järnvägsstationen i Hennan, sedan år 2006 flyttad och återuppbyggd vid Sveriges järnvägsmuseum i Gävle.

Ljusdals landskommun omfattade den 1 januari 1952 en areal av 1 176,82 km², varav 1 083,94 km² land. Efter nymätningar och arealberäkningar samt områdesöverföringar färdiga den 1 januari 1961 omfattade landskommunen samma datum en areal av 1 306,03 km², varav 1 209,21 km² land.

### Tätorter i kommunen 1960
| Tätort           | Folkmängd |
| ---------------- | --------- |
| Ljusdal, del ava | 1 022     |
| Tallåsen         | 813       |
| Nore             | 465       |
| Hybo             | 460       |
| Hennan           | 310       |

Tätortsgraden i kommunen var den 1 november 1960 44,8 procent.

## Politik

### Mandatfördelning i valen 1938-1958
| 2 | 17 | 3 | 4 |  | 3 |

| 30 |

| 4 | 18 | 5 |  | 2 |

| 27 |

| 8 | 15 | 5 |  |  |

| 28 |

| 5 | 17 | 4 | 3 |  |

| 29 |

| 5 | 17 | 4 | 3 |  |

| 25 | 5 |

| 5 | 16 | 4 | 3 | 2 |

| 25 | 5 |

### Fotnoter
1. ↑  Per Andersson: Sveriges kommunindelning 1863-1993, Draking, Mjölby 1993, ISBN 91-87784-05-X, s. 89
2. 1 2 3 4   ( PDF) Folkräkningen den 1 november 1960, I, Folkmängd inom kommuner och församlingar efter kön, ålder, civilstånd m.m.. Stockholm: Statistiska centralbyrån. 1961. sid. 54 & 203-204. Arkiverad från originalet den 15 juli 2015. https://www.webcitation.org/6a1zkRbkC?url=http://www.scb.se/Grupp/Hitta_statistik/Historisk_statistik/_Dokument/SOS/Folkrakningen_1960_01.pdf. Läst 16 november 2017 Arkiverad 14 oktober 2013 hämtat från the Wayback Machine.
3. ↑   (PDF) Folkräkningen den 31 december 1950, I, Areal och folkmängd inom särskilda förvaltningsområden m.m., Tätorter. Stockholm: Statistiska centralbyrån. 1952-05-19. sid. 105. Arkiverad från originalet den 1 oktober 2014. https://www.webcitation.org/6T09ZkyrB?url=http://www.scb.se/Grupp/Hitta_statistik/Historisk_statistik/_Dokument/SOS/Folkrakningen_1950_1.pdf. Läst 9 oktober 2014 Arkiverad 29 oktober 2013 hämtat från the Wayback Machine.
4. ↑   ( PDF) Folkräkningen den 1 november 1960, II, Folkmängd inom tätorter efter kön, ålder och civilstånd.. Stockholm: Statistiska centralbyrån. 1961. sid. 27. Arkiverad från originalet den 29 juni 2015. https://www.webcitation.org/6ZeEB9Ija?url=http://www.scb.se/Grupp/Hitta_statistik/Historisk_statistik/_Dokument/SOS/Folkrakningen_1960_02.pdf. Läst 16 november 2017 Arkiverad 24 september 2015 hämtat från the Wayback Machine.